# غوده ينسن
جودا ينسن (بالألمانية: Gyde Jensen)‏ (14 أغسطس 1989- ألمانيا) هي سياسية ألمانية (FDP) وعضوة في البرلمان الألماني.

## الدراسة والحياة المهنية
درست جودا ينسن اللغة والأداب الإنجليزية إلى جانب العلوم والسياسية الخارجية في جامعة «كيل».

### الحياة البرلمانية
في اجتماع لممثلي الدولة عن حزب FDP في مقاطعة «شلزفيك هولشتاين» سنة 2016، انتخبت جوداينسن لتحضى بالمرتبة الرابعة عن قائمة حزبها في الانتخابات البرلمانية.
فازت بنسبة 12,6% للانتخابات البرلمانية وتمكنت من الحصول على 3 أعضاء. عندما تنازل وزير الاقتصاد السابق لمحافظة شلزفيك هولشتاين «بارند كلاوس بوخهولس» عن عضويته فتتقدم جودا وحلت بمنصبه لتكون أصغر امرأة نائبة في البندوستاج.
في 31-1-2018 انتخبت من طرف النواب لترأس لجنة حقوق الإنسان والمساعدات الإنسانية لتكون بذلك اصغر امرأة تشغل هذا المنصب في تاريخ البوندستاج الألماني.